# Aligarh
 (juillet 2025).
Si vous disposez d'ouvrages ou d'articles de référence ou si vous connaissez des sites web de qualité traitant du thème abordé ici, merci de compléter l'article en donnant les références utiles à sa vérifiabilité et en les liant à la section « Notes et références ».
Aligarh (hindî : अलीगढ़) est une ville de l'État d'Uttar Pradesh, capitale de l'une des 18 divisions territoriales de cet État et du district d'Aligarh. Elle est surtout connue pour son université.

## Géographie
La ville est située sur une plaine entre le Gange et la Yamunâ, à environ 160 km de New Delhi. La Grand Trunk Road passe par la ville.

## Économie
La ville doit sa prospérité aux riches terres agricoles des environs. De nombreuses lignes de chemin de fer passent par la ville, la reliant aux plus importantes destinations de la région.

## Histoire

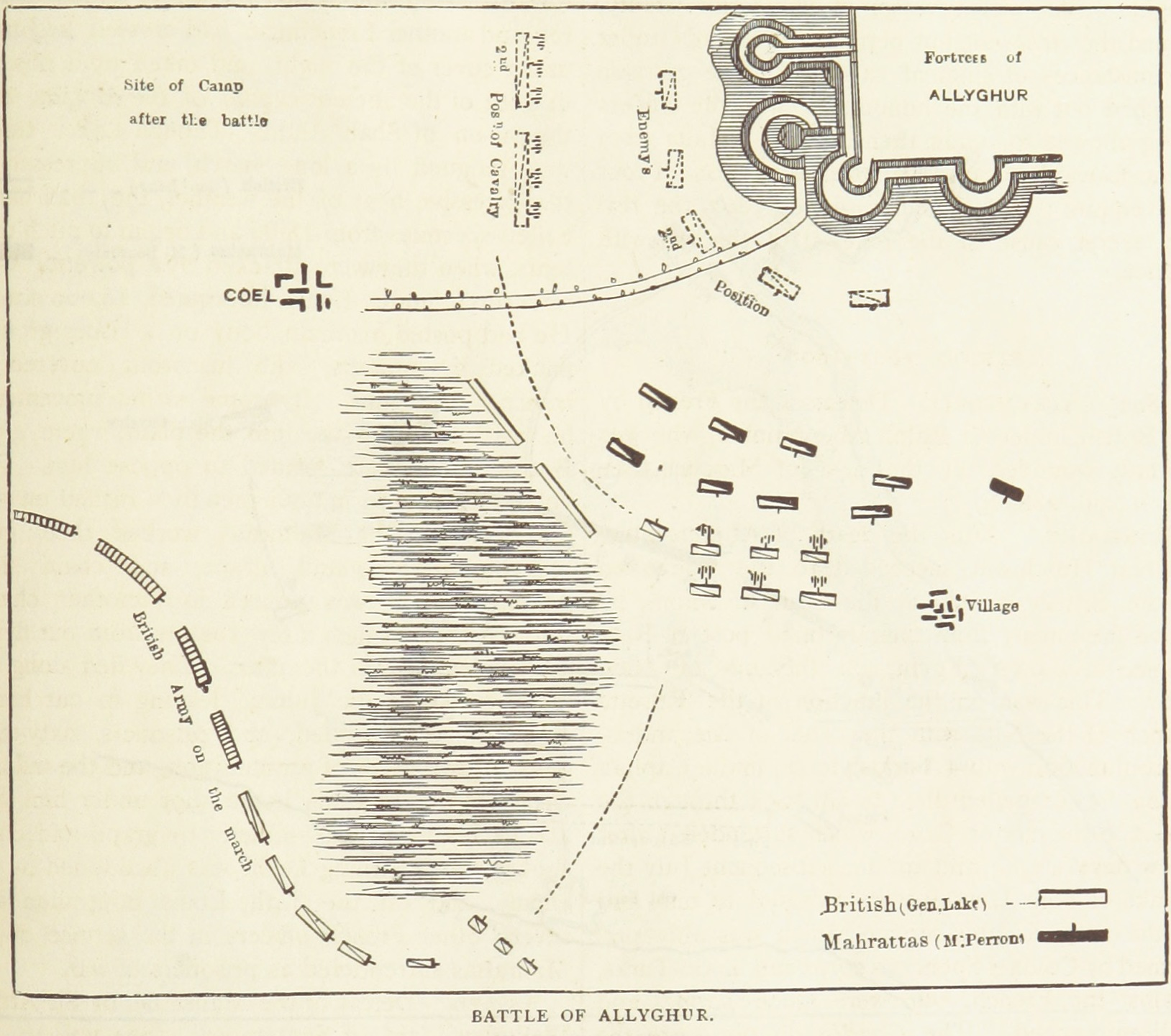
Carte du siège d'Aigarh en 1803

La ville fut originellement un fort rajpoute au XIIe siècle, et était connue sous le nom de Koil, avant d'être prise par les Moghols. Un fort y fut bâti en 1524. Le nom fut changé pour Aligarh en 1776 à la reconstruction du fort à cet endroit. Il fut pris par les Britanniques en 1803. Les restes de l'ancien fort se trouvent toujours à 3 km au nord de la ville.
Le Mohammedan Anglo Oriental College, qui devint finalement l'Université d'Aligarh, fut établi en 1864.

## Personnalités liées à la commune
- Kanika Maheshwari (1981-), actrice de télévision, est née à Aligarh.
- Archana Sharma, physicienne, est née à Aligarh.